# Vladimír Kobielsky
 (février 2021).
Si vous disposez d'ouvrages ou d'articles de référence ou si vous connaissez des sites web de qualité traitant du thème abordé ici, merci de compléter l'article en donnant les références utiles à sa vérifiabilité et en les liant à la section « Notes et références ».
 (février 2021).
La mise en forme du texte ne suit pas les recommandations de Wikipédia : il faut le « wikifier ».
Les points d'amélioration suivants sont les cas les plus fréquents. Le détail des points à revoir est peut-être précisé sur la page de discussion.
- Les titres sont pré-formatés par le logiciel. Ils ne sont ni en capitales, ni en gras.
- Le texte ne doit pas être écrit en capitales (les noms de famille non plus), ni en gras, ni en italique, ni en « petit »…
- Le gras n'est utilisé que pour surligner le titre de l'article dans l'introduction, une seule fois.
- L'italique est rarement utilisé : mots en langue étrangère, titres d'œuvres, noms de bateaux, etc.
- Les citations ne sont pas en italique mais en corps de texte normal. Elles sont entourées par des guillemets français : « et ».
- Les listes à puces sont à éviter, des paragraphes rédigés étant largement préférés. Les tableaux sont à réserver à la présentation de données structurées (résultats, etc.).
- Les appels de note de bas de page (petits chiffres en exposant, introduits par l'outil «  Source ») sont à placer entre la fin de phrase et le point final[comme ça].
- Les liens internes (vers d'autres articles de Wikipédia) sont à choisir avec parcimonie. Créez des liens vers des articles approfondissant le sujet. Les termes génériques sans rapport avec le sujet sont à éviter, ainsi que les répétitions de liens vers un même terme.
- Les liens externes sont à placer uniquement dans une section « Liens externes », à la fin de l'article. Ces liens sont à choisir avec parcimonie suivant les règles définies. Si un lien sert de source à l'article, son insertion dans le texte est à faire par les notes de bas de page.
- La présentation des références doit suivre les conventions bibliographiques. Il est recommandé d'utiliser les modèles {{Ouvrage}}, {{Chapitre}}, {{Article}}, {{Lien web}} et/ou {{Bibliographie}}. Le mode d'édition visuel peut mettre en forme automatiquement les références.
- Insérer une infobox (cadre d'informations à droite) n'est pas obligatoire pour parachever la mise en page.

Pour une aide détaillée, merci de consulter Aide:Wikification.
Si vous pensez que ces points ont été résolus, vous pouvez retirer ce bandeau et améliorer la mise en forme d'un autre article.
Vladimír Kobielsky (à l'origine Kobielský), né le 26 juillet 1976 à Vranov nad Topľou, où il a également grandi, est un acteur slovaque.

## Biographie
Dans sa jeunesse, il ne s'est pas engagé dans la récitation ou la volonté dans des ensembles pour enfants, comme il est d'usage. Il préférait passer ses années avec ses grands-parents à la ferme, où il aidait son grand-père, qui faisait le travail avec tant d'engagement que cela l'attirait vers lui. Après avoir été diplômé de l'école primaire, il décide d'étudier au Conservatoire de Košice, fasciné par l'atmosphère du théâtre. Sa tante Maria Kobielska, qui est soliste à l'Opéra du Théâtre National de Prague, l'a également soutenu dans cette décision et lui a conseillé d'étudier la musique et l'art dramatique.
Après le lycée, il a postulé pour étudier à l'Académie des arts du spectacle de Bratislava, mais pour la première fois, cela n'a pas fonctionné. Il a utilisé l'année suivante pour travailler au théâtre, à la radio ou au doublage de Košice. Lors de la deuxième tentative, il a été accepté à l'Académie des arts du spectacle, qu'il a complété avec succès avec d'autres acteurs bien connus - Lukáš Latinák, Juraj Kemka, Marián Miezga et Róbert Jakab. Ils ont terminé leur étude conjointe avec la production diplômée Who will the Word Fall, pour laquelle ils ont reçu le prix des critiques et théoriciens de théâtre slovaques - Dosky '98 dans la catégorie Découverte de la saison 1997/1998. Après avoir obtenu son diplôme, il a commencé au théâtre Astorka Korzo '90 et en 2003, il a commencé à travailler au SND. Il est actuellement acteur indépendant et est l'invité de ces théâtres.
Ses premiers films furent les contes de fées The Golden Horseshoe, The Golden Pen, The Golden Hair (1997), Kovlad's Gift (1998) et Behind the City Walls (1998), mais il se fit connaître principalement grâce au rôle de Jakub Švehla dans le série Panelák (2008). Après Panelák, Dr. Ludsky (2011) et Dr. Parfait (2012) comme Richard Fiala, qui était un bon ami du personnage principal (Tomáš Maštalír). Il a également joué dans les séries Stormy Wine (2012, Karol Kramer) et Secret Lives (2015, Juraj Lustig). Ses films incluent Vojtech (2015, Marcel Vaľko) et Agáva (2016, Petroczi), mais ce n'étaient que de petits rôles.
Il joue également un rôle important dans le doublage slovaque, travaille pour la radio slovaque, est la voix d'entreprise de Doma TV et joue parfois le rôle de modérateur lors de divers événements.
En plus d'agir, il était également impliqué dans des activités commerciales. Il exploitait une épicerie à Čierna nad Tisou, mais après avoir déménagé à Bratislava, il a laissé le magasin à un partenaire. Ici, il a commencé à travailler avec sa femme dans l'immobilier, mais en raison de sa charge de travail dans l'industrie du théâtre et de ses responsabilités parentales, il a également quitté cette entreprise. Il a rencontré sa femme Alena, décoratrice et costumière, alors qu'elle était quatrième dans un internat, lorsque deux nouveaux étudiants de première année ont emménagé dans la pièce voisine. Ils ont deux enfants ensemble, Kristián et Klára.

## Filmographie
- 1997: Zlatá podkova, zlaté pero, zlatý vlas
- 1998: Kovladov dar
- 2001: Kováč Juraj
- 2004: O dve slabiky pozadu
- 2008–2014: Panelák (Jakub Švehla)
- 2011–2012: Dr. Ludsky
- 2014–2017: Búrlivé víno
- 2018–2022: Oteckovia (Marek Bobula)
- 2023–présent: Mama na prenájom (Edo)

## Doublage
- 2011 : Piráti z Karibiku: Prekliatie Čiernej perly - Orlando Bloom (Will Turner)
- 2011 : Gnomeo a Júlia - James McAvoy (Gnomeo)
- 2011 : Príbeh jednej vášne - Robert Downey Jr. (Lionel Sweeney)
- 2011 : Sexi klon - James Roday (Max)
- 2011 : Na plný plyn - Stéphane Metzger (Dan Hawkins)
- 2010 : Lucky Luke na Divokom Západe - (Lucky Luke)
- 2010 : Svadba a iné pohromy - John Krasinski (Ben Murphy)
- 2010 : Tom Horn - Billy Green Bush (maršal Joe Belle)
- 2010 : Zoznámte sa, Joe Black - Jake Weber (Drew)
- 2010 : Zvodná upírka - Jason Mewes (Jack)
- 2010 : Jumper - Jamie Bell (Griffin)
- 2010 : 39 schodov - Patrick Kennedy (Hellory Sinclair)
- 2009 : Tiene na slnku - Joshua Jackson (Jeremy Taylor)
- 2009 : Team America: Svetový policajt - (Joe)
- 2009 : Do hlbiny - Scott Caan (Bryce)
- 2009 : Jednoducho sexi - Thomas Jane (Peter Donahue)
- 2009 : Princezná a žaba - (Princ Naveen)
- 2009 : Čistá duša - Josh Lucas (Hansen)
- 2009 : Firewall - Paul Bettany (Bill Cox)
- 2009 : Horizont udalostí - Jack Noseworthy (Justin)
- 2009 : Lemra lemravá - Bradley Cooper (Demo)
- 2009 : Svadobné trapasy - Jeremy Sheffield (Jeffrey)
- 2009 : Avatar - Joel Moore (Norm Spellman)
- 2009 : Amistad - Matthew McConaughey (Roger Sherman Baldwin)
- 2009 : Ryba menom Wanda - Kevin Kline (Otto)
- 2009 : Producenti – Matthew Broderick (Leo)
- 2008 : Kráľova priazeň - Jim Sturgess (George Boleyn)
- 2008 : Dievča na stráženie - Chris Evans (Sexi Harvard)
- 2007 : Hľadá sa mŕtvola – Giovanni Ribisi (Ted Waters)
- 2007 : Piráti Karibiku: Prekliatie Čiernej perly - Orlando Bloom (Will Turner)
- 2007 : Cena za vášeň - Ted Wass (Steve Warner)
- 2006 : Hercule Poirot
- 2005 : Tábor tigrov - Tom Guiry (Cantwell)
- 2002 : Oskar - Vincent Spano (Anthony Rossano)